# Hermann Ottomar Herzog
Hermann Ottomar Herzog (Brema, 15 novembre 1832 – Filadelfia, 6 febbraio 1932) è stato un pittore tedesco.
Paesaggista, formatosi in Germania visse negli Stati Uniti ed è generalmente considerato fra gli artisti della Hudson River School.

## Biografia
Hermann Herzog nacque a Brema e a diciassette anni entrò nell'Accademia di Düsseldorf dove studiò pittura con Johann Wilhelm Schirmer. Raggiunse assai rapidamente il successo commerciale e, oltre a provenire da famiglia agiata, mise da parte una somma che gli assicurò la possibilità di viaggiare molto e di ampliare così le sue capacità tecniche e creative.

Al termine degli anni 1860, dopo un lungo giro in Europa che lo portò in Norvegia, in Svizzera, in Italia e nei Pirenei, Herzog varcò l'oceano per conoscere l'America e si stabilì definitivamente a Filadelfia. Da lì partì per lunghi viaggi che lo condussero in ogni angolo degli Stati Uniti e del Messico, dipingendo in tutti gli Stati che attraversava. Herzog viaggiò anche nel Maine e si spinse sino alla Florida, sempre fermandosi a dipingere nei luoghi più suggestivi. Nel 1873 visitò la California. Le opere eseguite durante questi viaggi includono i quadri della Yosemite Valley.

Nel 1876 ricevette un premio all'Esposizione del Centenario di Filadelfia per il quadro "Sentinel Rock".
Le opere di Herzog vengono spesso considerate come appartenenti alla Hudson River School. Altri le giudicano più realistiche e meno "drammatiche" di quelle di artisti a lui simili, come Frederick Edwin Church o Albert Bierstadt.
Il Brandywine River Museum di Chadds Fort (Pennsylvania) allestì nel 1992 la più grande mostra di quadri di Herzog e pubblicò un catalogo che comprendeva un saggio dello storico dell'arte Donald S. Lewis Jr.
Hermann Herzog visse per ben 99 anni, di cui più di 70 negli Stati Uniti. Per questo viene spesso definito un pittore tedesco-americano o, più propriamente, europeo-americano.

Nella sua lunga vita realizzò oltre 1000 dipinti, inclusi "Woman in a tropical setting" e "Landscape with a Bear and a Cub".

## Galleria d'immagini

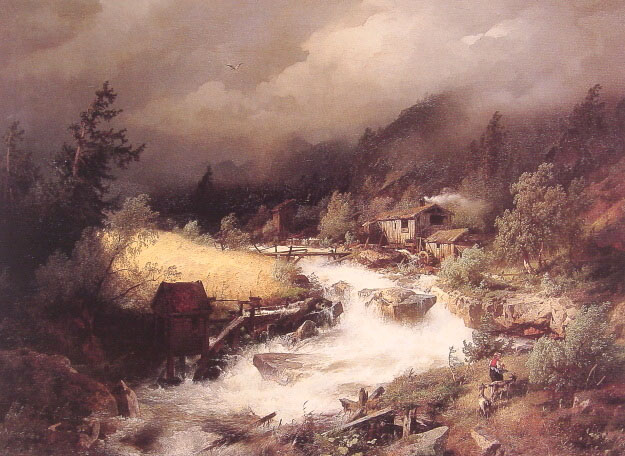
Il vecchio mulino ad acqua
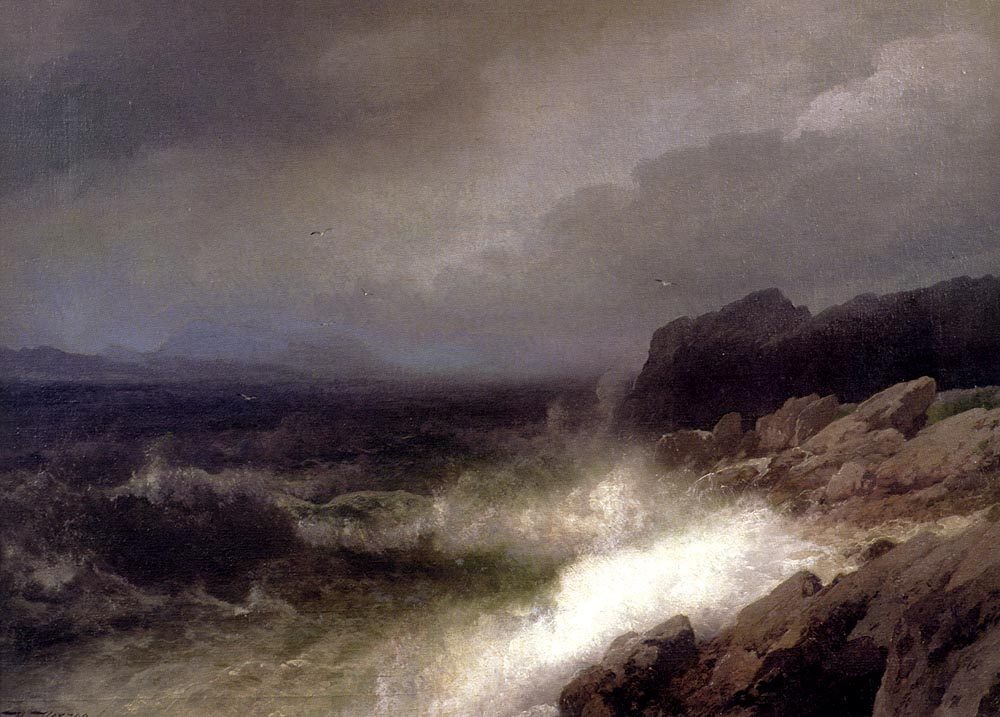
La costa del Maine
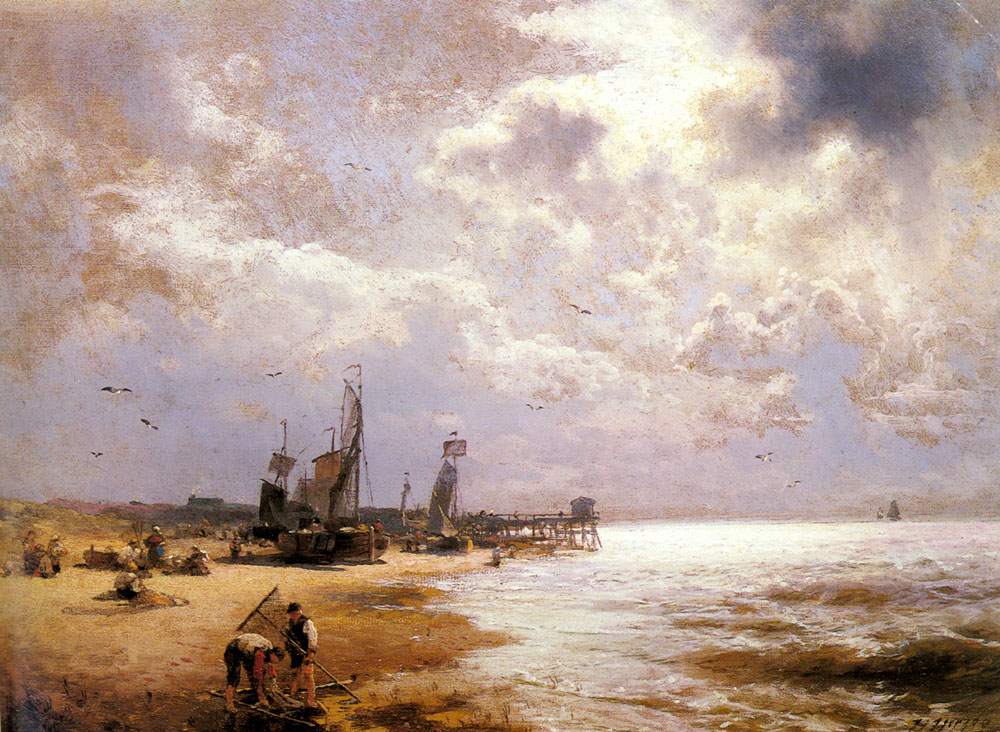
Scene di pesca 1
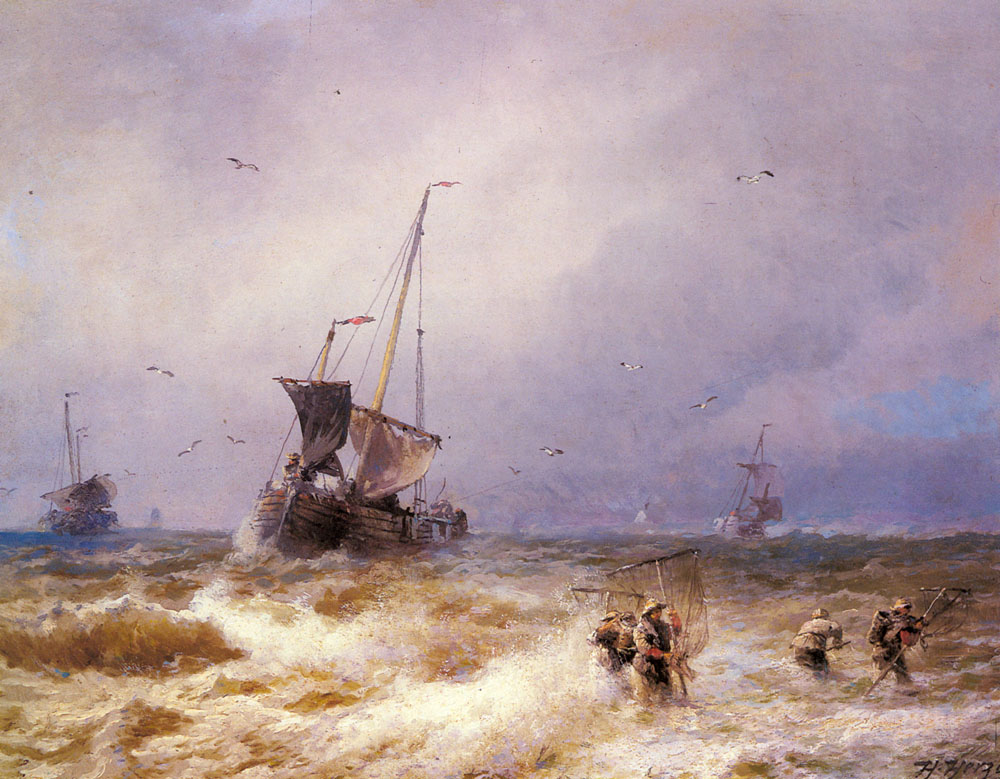
Scene di pesca 2